# Оксенфурт
Охсенфурт (њем. Ochsenfurt) град је у њемачкој савезној држави Баварска. Једно је од 52 општинска средишта округа Вирцбург. Према процјени из 2010. у граду је живјело 11.330 становника. Посједује регионалну шифру (AGS) 9679170.

## Географски и демографски подаци
Охсенфурт се налази у савезној држави Баварска у округу Вирцбург. Град се налази на надморској висини од 187 метара. Површина општине износи 63,6 km². У самом граду је, према процјени из 2010. године, живјело 11.330 становника. Просјечна густина становништва износи 178 становника/km².

## Међународна сарадња
| Мјесто  | Држава               | Врста сарадње | Од    |
| ------- | -------------------- | ------------- | ----- |
| Вимборн | Уједињено Краљевство | партнерство   | 1989. |
| Кутанс  | Француска            | партнерство   | 1983. |
| Извор   |                      |               |       |